# Motorola 68060
Motorola 68060 je plně 32bitový mikroprocesor architektury CISC z řady 680x0, který vyráběla firma Motorola. Přišel na trh v roce 1994 a jejím předchůdcem byl procesor Motorola 68040. Procesor 68060, který obsahoval 2 400 000 tranzistorů a dvě oddělené cache paměti (instrukční a datovou) o velikosti 8 KB, byl posledním a jednoznačně nejrychlejším členem řady 680x0.
Motorola 68LC060 je laciným mikroprocesorem z řady Motorola 680x0. Hlavním rozdílem mezi originálním procesorem 68060 a touto ořezanou variantou je absence FPU jednotky.

## Architektura
Motorola 68060 není vylepšením staršího procesoru 68040, ale jde o zcela nový procesor se dvěma celočíselnými pipeline, dvěma celočíselnými jednotkami pro násobení, jasně rychlejší FPU jednotkou a logikou pro dynamické vykonávání instrukcí mimo pořadí. Díky tomu dosahoval třikrát většího výkonu než čip 68040 na stejné frekvenci.